# Лалех
Лалех Поукарим (на персийски: لاله پورکریم) е шведско-иранска певица. Родена е в Иран, но още на 1 година семейството ѝ напуска страната и се мести последователно в Азербайджан, Беларус и Швеция. На 12 години Лалех пристига в Гьотеборг и се заселва в мулти-етническия квартал Ангеред.

## Кариера
Успех постига през 2005 с песента „Invisible (My Song)“ от дебютния ѝ албум „Laleh“. Третият сингъл от същия албум достига първо място в Шведската класация за песни и успява да се задържи няколко седмици по ред в класацията на популярното музикално радио SR P3. Първият албум Лалех продуцира и записва изцяло сама, а пестните записани в него са на английски, шведски и фарси. „Laleh“ успява да се задържи в Шведската класация за албуми за 71 седмици и два пъти успява да оглави челната позиция. На ежегодните Шведски музикални награди Грамис тя е номинирана в общо седем категории и печели в три от тях: Най-добър изпълнител на годината, Най-добър продуцент на годината и Най-добър нов изпълнител на годината. Година по-късно излиза вторият албум „Prinsessor“, който достига 3-то място в Шведската класация за албуми. През 2009 излиза „Me and Simon“, който се изкачва до второ място. В двата албума Лалех продължава да бъде изпълнителният продуцент и единственият текстописец и композитор, въпреки че музиката ѝ вече се издава от голяма музикална компания като Warner Music.
През 2000 година се снима в режисьорския дебют на Йозеф Фарес „Jalla! Jalla!“. До този момент това остава единствената ѝ изява като актриса.

## Дискография

### Албуми
- „Laleh“ (2005)
- „Prinsessor“ (2006)
- „Me and Simon“ (2009)
- „Sjung“ (2012)

### Сингли
- „Invisible (My Song)“ (EP, 2005)
- „Storebror“ (EP, 2005)
- „Live Tomorrow“ (2005)
- „Forgive But Not Forget“ (2006)
- „Det är vi som bestämmer (Vem har lurat alla barnen)“ (2006)
- „November“ (2006)
- „Call on Me“ (2007)
- „Closer“ (2007)
- „Snö“ (2007) с Лондския симфоничен оркестър, от саундтрака на Арн – Рицарят тамплиер
- „Simon Says“ (2009)
- „Big City Love“ (2009)
- „Bjurö klubb“ (2009)
- „Mysteries“ (2010)
- „Some Die Young“ (2012)